# Antoni Wit
Antoni Wit (Krakau, 7 februari 1944) is een Pools dirigent. Van 2002 tot 2013 was hij chef-dirigent van het Filharmonisch Orkest van Warschau en aansluitend tot 2018 van het Orquesta Sinfónica de Navarra uit Pamplona.
Wit studeerde aan de Staatshogeschool voor Muziek in Krakau, directie bij Henryk Czyz en compositie bij Krzysztof Penderecki. Later studeerde hij ook bij Nadia Boulanger en Pierre Dervaux. In 1973 ging hij naar het Tanglewood Music Centre om verder te leren bij Seiji Ozawa en Stanislaw Skrowaczewski. In 1971 won hij een prijs in de Herbert von Karajan-competitie. 
Zijn eerste baan was dirigent bij het Pommers Filharmonisch Orkest (1964-1977) en daarna bij het Pools Radio en Televisieorkest Krakau, inclusief koor. Daarna volgden al snel andere orkesten over de gehele wereld.
Wit heeft vele lp- en cd-opnamen gemaakt, eerst voornamelijk voor het Poolse platenlabel Polskie Nagrania Muza, later ook voor onder meer Decca en EMI. Voor Naxos nam Wit een groot deel van de instrumentale composities van Penderecki en Lutosławski op.
Wit doceerde van 1998 tot 2014 aan de Fryderyk Chopin Universiteit voor Muziek in Warschau.